# Emánueltelep
Emánueltelep (szerbül Шумарак / Šumarak, németül Schumarak) falu Szerbiában, a Vajdaság Dél-bánsági körzetében. Közigazgatásilag Kevevára községhez tartozik.

## Fekvése
Kevevárától 18 km-re északkeletre, a Delibláti-homokpuszta déli peremén fekszik.

## Népesség

### Demográfiai változások
| 1948 | 1953 | 1961 | 1971 | 1981 | 1991 | 2002 | 2011 |
| ---- | ---- | ---- | ---- | ---- | ---- | ---- | ---- |
| 233  | 231  | 192  | 241  | 168  | 109  | 180  | 161  |